# 辟闾蔚
辟闾蔚（？—356年3月17日），复姓辟闾氏，乐安郡（今山东省滨州市东部、淄博市西北部、东营市南部及寿光市一带）人，十六国时期官员。

## 生平
元玺五年春正月，前燕太原王慕容恪率领军队渡过黄河，离广固只有一百多里，齐王段龛率领部众三万人迎战。正月丙申（356年3月17日），慕容恪在淄水大破段龛的军队，俘虏了段龛的弟弟段钦，斩首右长史袁范等人。齐王友辟闾蔚受伤，慕容恪听说他的贤明，就派人去寻找他，但辟闾蔚已经死了，段龛的士兵中投降的有数千人。
建熙六年（365年），慕容恪回到邺城，对僚属们说：“我以前平定了广固，却没能救助辟闾蔚；如今平定了洛阳，又使沈劲被杀。这些虽然都不是我的本意，然而身为军中主帅，实在有愧于天下。”

## 家庭

### 子女
- 辟闾浑，东晋龙骧将军、幽州刺史